# Fălești (arrondissement)
Fălești is een arrondissement van Moldavië. De zetel van het arrondissement is Fălești. Het arrondissement ligt in het westen van Moldavië. De communisten kregen hier in 2005 56 % van alle stemmen.
De 30 gemeenten, incl. deelgemeenten (localități), van Fălești:
- Albinețul Vechi, incl. Albinețul Nou, Rediul de Jos en Rediul de Sus
- Bocani
- Călinești, incl. Chetriș, Chetrișul Nou en Hîncești
- Călugăr, incl. Frumușica, Socii Noi en Socii Vechi
- Catranîc
- Ciolacu Nou, incl. Ciolacu Vechi, Făgădău, Pocrovca en Șoltoaia
- Egorovca, incl. Ciuluc en Catranîc, loc.st.cf
- Fălești, met de titel orașul (stad), incl. Fabrica de Zahăr
- Făleștii Noi, incl. Pietrosul Nou
- Glinjeni
- Hiliuți, incl. Răuțelul Nou
- Horești, incl. Lucăceni en Unteni
- Ilenuța
- Ișcălău, incl. Burghelea en Doltu
- Izvoare
- Logofteni, incl. Moldoveanca
- Mărăndeni
- Musteața
- Natalievca, incl. Beleuți, Comarovca, Ivanovca, Popovca en Țapoc
- Năvîrneț
- Obreja Veche, incl. Obreja Nouă
- Pietrosu, incl. Măgura en Măgura Nouă
- Pînzăreni, incl. Pînzărenii Noi
- Pîrlița
- Pompa, incl. Pervomaisc en Suvorovca
- Pruteni, incl. Cuzmenii Vechi, Drujineni en Valea Rusului
- Răuțel
- Risipeni, incl. Bocșa
- Sărata Veche, incl. Hitrești en Sărata Nouă
- Scumpia, incl. Hîrtop, Măgureanca en Nicolaevca
- Taxobeni, incl. Hrubna Nouă en Vrănești

## Geboren
- Maia Sandu (Risipeni,1972), president van Moldavië (2020-heden)